# 雷維爾 (內布拉斯加州)
雷維爾（英語：Raeville）是位於美國內布拉斯加州布恩縣的普查規定居民點。

## 歷史
雷維爾的郵局於1884年設立，1887年關閉後又於1918年重啟，最終於1982年停運。

## 人口
根據2020年美國人口普查的數據，雷維爾的面積為0.13平方千米，皆為陸地。當地共有人口18人，而人口密度為每平方千米138.46人。